# Cromgar rubellum
Cromgar rubellum är en insektsart som beskrevs av Medler 2000. Cromgar rubellum ingår i släktet Cromgar och familjen Flatidae. Inga underarter finns listade i Catalogue of Life.